# Rally Costa de Almería de 2025
El Rally Costa de Almería de 2025 será la quincuagésima edición del citado rally. Se celebrará entre el 31 de octubre y el 1 de noviembre de 2025, aunque originalmente estaba previsto dos semanas antes. La organización del evento solicitó a la RFEdA la inclusión de esta edición en el CERA con ocasión de la celebración del número redondo, categoría de la que no había disfrutado desde 1982.
La prueba se disputará con Jorge Cagiao Sueiras como líder en la clasificación general del campeonato, y que llega como vencedor de la prueba anterior, el VIII Rallye Mudéjar Ciudad de Teruel a los mandos de un Alpine A110; seguido de Enrique Cruz Ramos y Daniel Berdomás Lorenzo, destacados con respecto al resto de los participantes.
La última vez que esta prueba fue puntuable para un campeonato nacional ocurrió en su edición número 34. Se prevé que el parque cerrado se realice en el almeriense Parque de las Almadrabillas, mientras que las asistencias y los reagrupamientos se basen en el recinto ferial de Roquetas de Mar. El cartel de la prueba cuenta además con la presencia de Indalete, en homenaje al vigésimo aniversario de los Juegos Mediterráneos de Almería 2005.

## Campeonatos que puntúan en esta prueba
- CERA
- Clio Trophy Andalucía[6]